# Balkangebergte (Turkmenistan)
Het Balkangebergte (Turkmeens: Balkan daglary) is een bergketen die wordt gevormd door de Grote en Kleine Balkan in de provincie Balkan van Turkmenistan. Ze liggen in het gebied tussen het hoogland van Krasnovodsk en de Kopet-Dag, en zijn geologisch verwant aan het Kopet-Dag-gebergte. Het gebergte strekt zich van zuidoost naar noordwest uit over ongeveer 70 km en is maximaal 50 km breed. 
De noordelijke of Grote Balkan (Uly Balkan) bestaat uit verschillende bergketens. De Arlan, gelegen in het centrale gedeelte, is 1.881 m hoog. De noordelijke hellingen, voornamelijk samengesteld uit kalksteen en zandsteen, zijn steil en creëren de spleten van de zuidelijke hellingen, waardoor kloven ontstaan.
Gescheiden door de uitgedroogde vallei van de Uzboý ligt de Kleine Balkan (Kiçi Balkan), een bergketen van kalksteen en mergel, met een maximale hoogte van 774 m. In de zwaar geërodeerde randgebieden komen veel karstverschijnselen voor. 
Het berggebied ligt in een droge woestijn en halfwoestijn en ontvangt minder dan 120 mm neerslag per jaar. De vegetatie bestaat voornamelijk uit bijvoet en grassen. In de hogere delen komen jeneverbesbossen voor. 
Tot de mineralen in de bergen behoren onder meer bentoniet en steenkool. In de Grote Balkan wordt veeteelt beoefend, maar de landbouw kampt met waterschaarste. 

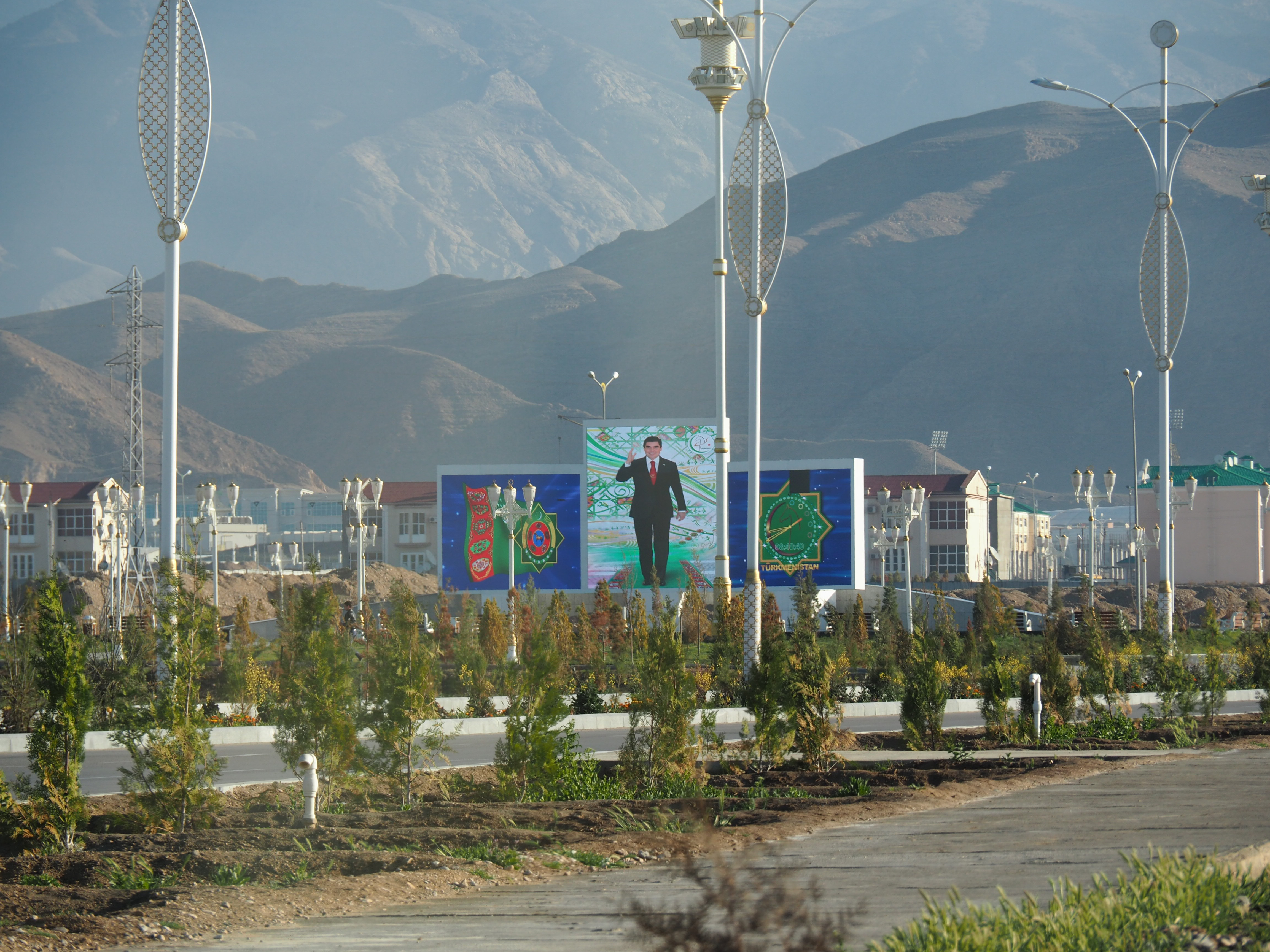
aan de zuidwestelijke rand van de Grote Balkan ligt de stad Balkanabat